# 蔡光錫
蔡 光錫（チェ・グァンソク、朝鮮語: 채광석、1948年7月11日 - 1987年7月12日）は、大韓民国の詩人、評論家。
1948年7月11日、大韓民国の忠清南道泰安郡安眠島安眠邑に生まれ、大田高等学校を卒業後、ソウル大学校教育大学に進学した。
1983年、文学評論『恥ずかしさと力の不在』、詩『貧乏人から寄せられた嬉しい知らせ』などを発表し、文壇活動を開始した。 
民衆的民族文学論を提起し、白楽晴、金思寅らとともに活動した。 創作主体の階級論的差別性の問題、手記の文学ジャンルの可能性の問題、集団創作の問題、文学組織の問題などを文壇に投げかけるなど、1970年代から1980年代、文壇評論界の一脈を形成した。 1974年に社会運動をしていた学生らが多数逮捕される流れの中（オドゥルドゥル事件）、蔡光錫も逮捕され、2年6ヶ月間服役した。1980年には「ソウルの春」以降戒厳令違反で逮捕され、約40日間拷問を受け、『愛国歌』、『黒い手袋』などの詩を書いた。そのほか、、著書に評論集『民族文学の流れ』、詩集『綱を渡って』、書簡集『どこかの句碑で私たちが出会ったように』、社会文化論集『水のように炎のように』などのほか、 遺稿集に『民族文学の流れ』がある。「自由実践文人協議会」実行委員として活動していた1987年7月12日交通事故により39歳で死去した。
葬儀は民主統一民衆運動連合が主管し、「自由実践文人協議会」が主管する民主文化人葬で行われた。 